# Inge Brüx-Gohrisch
Inge Brüx-Gohrisch, geb. Gohrisch (* 12. Juni 1939 in Moritzburg) ist eine deutsche Grafikerin und Illustratorin.

## Leben und Werk
Der Vater Inge Gohrischs war der Moritzburger Polizei-Hauptwachmeister Willy Gohrisch. Inge Gohrisch absolvierte eine Lehre als Chemigrafin. Von 1958 bis 1963 studierte sie, insbesondere bei Egon Pruggmayer und Wolfgang Mattheuer, an der Hochschule für Grafik und Buchkunst Leipzig. Dort hatte sie ein intimes Verhältnis mit Mattheuer, der 1966 Vater ihres Sohnes, des späteren Archäologen und bildenden Künstlers Richard Brüx, wurde.
Nach Abschluss des Studiums arbeitete Inge Brüx-Gohrisch in Leipzig freischaffend als Gebrauchsgrafikerin, speziell als Buch-Illustratorin. Auftraggeber waren alle namhaften Leipziger Verlage, vor allem Philipp Reclam jun., E. A. Seemann und Edition Leipzig, aber auch der Urania-Verlag, Koehler & Amelang, der Friedrich Hofmeister Musikverlag und der Verlag für die Frau. Sie illustrierte etwa 70 Werken, vor allem zu kultur- und kunsthistorischen und ethnologischen Themen, aber auch populäre Ratgeber und Belletristik. Da die Verlage der DDR aus Mangel an Devisen häufig keine Nutzungsrechte für Fotografien erwerben konnten, benutzten sie häufig die rechtlich zulässigen Umzeichnungen. Speziell für die Illustration kunsthistorischer Werke fertigte Inge Brüx-Gohrisch solche Illustrationen als eigenständige künstlerische Werke mit Feder und Tusche auf dickem, pergamentartigem Transparentpapier.
Seit den 1980er Jahren war sie so etabliert, dass sie die Preise selbst festsetzen konnte und keine Probezeichnungen mehr von ihr verlangt wurden.
Das von ihr illustrierte Buch Boris Stawinskis Kunst der Kuschan. Mittelasien (Seemann, 1979) wurde im Wettbewerb Schönste Bücher der DDR ausgezeichnet.
Inge Brüx-Gohrisch war bis 1990 Mitglied des Verbands Bildender Künstler der DDR.
Als nach der deutschen Wiedervereinigung die Aufträge von Verlagen ausblieben, war sie gezwungen, sich neu zu orientieren. Als freiberufliche Gebrauchsgrafikerin zeichnete sie nun für das Landesamt für Denkmalpflege Grundrisse alter Gebäude.
Mit weiteren Frauen, darunter Johanna Ludwig, setzte sie sich in Leipzig, letztlich ohne Erfolg, für die Erhaltung und Nutzung des Henriette-Goldschmidt-Hauses ein.
Inge Brüx-Gohrisch übergab ihr graphisches Lebenswerk als Vorlass der Deutschen Nationalbibliothek. Es befindet sich in der Sammlung des Deutschen Buch- und Schriftmuseums in Leipzig.

## Rezeption
„Elaborierte Maya-Ornamentik, makellose Statuen griechischer Damen, mongolische Krieger in voller Rüstung … Die Zeichnungen der Leipziger Illustratorin Inge Brüx (* 1939) überspannen außerordentliche Distanzen in Zeit und Raum.“

## Ausstellungen (mutmaßlich unvollständig)

### Einzelausstellungen
- 1989: Leipzig, Galerie der Georg-Maurer-Bibliothek

### Teilnahme an zentralen und wichtigen regionalen Ausstellungen in der DDR
- 1965, 1974, 1979 und 1985: Leipzig, Bezirkskunstausstellungen
- 1977 bis 1988: Dresden, VIII. bis X. Kunstausstellung der DDR
- 1979: Berlin, Ausstellungszentrum am Fernsehturm („Die Buchillustration in der DDR. 1949 – 1979“)